# Tecticeps nodulosus
Tecticeps nodulosus is een pissebed uit de familie Tecticipitidae. De wetenschappelijke naam van de soort is voor het eerst geldig gepubliceerd in 1935 door Eupraxie Fedorovna Gurjanova.